# Arousal
L'arousal, in lingua inglese per: eccitazione, risveglio, è in neuropsicologia condizione di allerta estemporanea del sistema nervoso, di risposta a stimoli significativi e d'intensità variabile, condizione di stato di eccitazione, caratterizzato da una maggiore risposta attenzionale-cognitiva di vigilanza e di pronta reazione agli stimoli esterni.

## Caratteristiche e descrizione

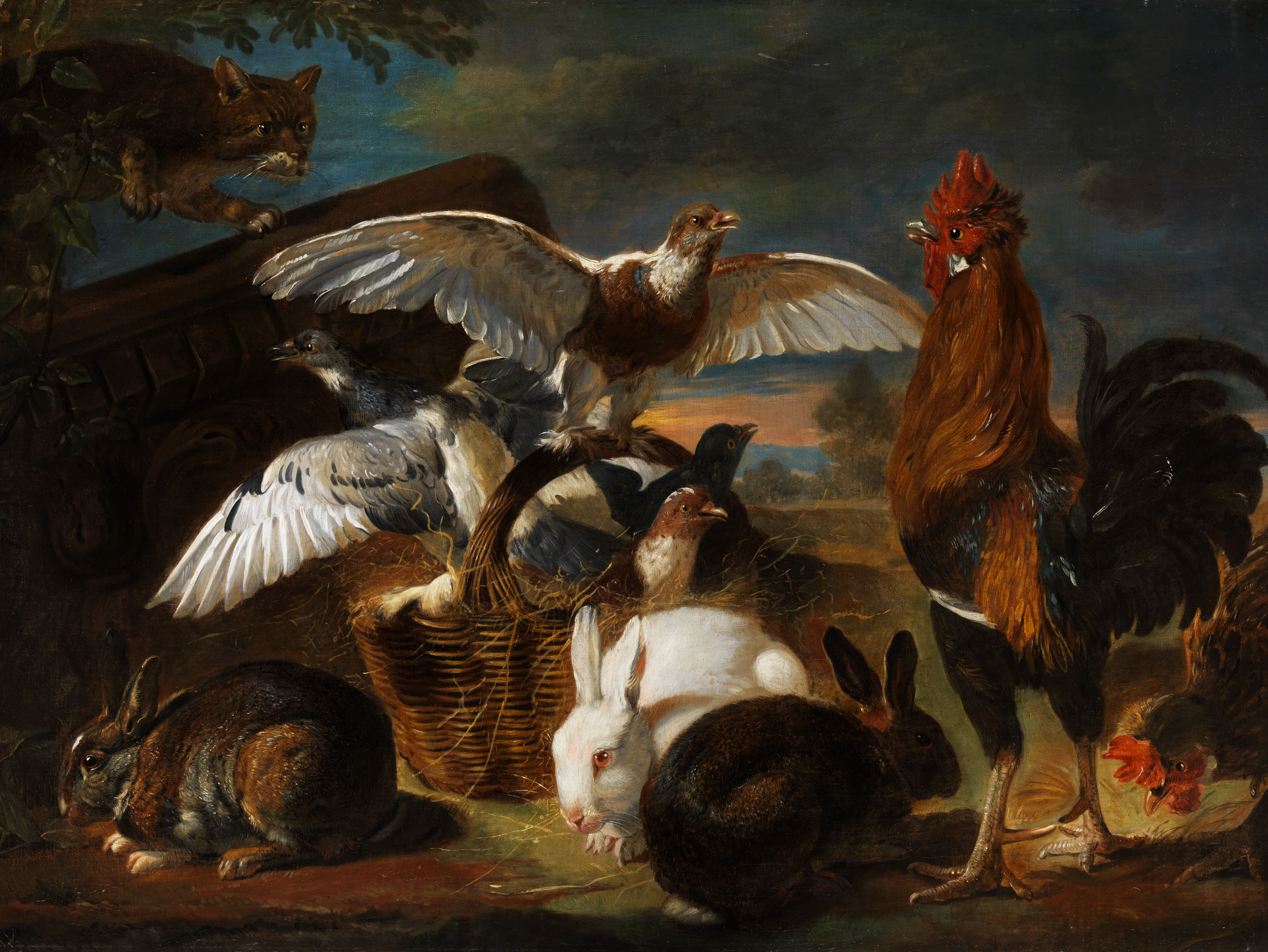
Un quadro di David de Coninck in cui viene rappresentata l'allegoria della vigilanza

L'arousal è presente negli animali come nell'homo sapiens, ad esempio nei momenti in cui vengono richieste maggiori prestazioni psicofisiche di abilità tipo: una verifica, un esame, una competizione agonistica, l'attacco a una preda o durante una sfida, ma anche durante l'attività sessuale.
Durante l'arousal viene coinvolto sia il sistema nervoso centrale che quelli periferico e vegetativo, con conseguente aumento della frequenza cardiaca e della pressione arteriosa, al fine di generare in tutto il corpo una condizione generale di maggiore allerta sensoriale, mobilità e prontezza di riflessi.
Per le teorie espresse sull'attenzione, durante l'arousal il sistema nervoso viene coinvolto attraverso una maggior produzione di neurotrasmettitori quali l'acetilcolina, la noradrenalina, la dopamina e la serotonina. Anatomicamente vengono attivati principalmente alcuni organi interni, ghiandole e parti legate al sistema nervoso, quali il sistema limbico cerebrale (soprattutto ipotalamo e amigdala), i lobi frontali e temporali, più il pancreas endocrino.
Intorno agli anni Settanta poi, questo termine fu introdotto nella famosa teoria del "flusso" di Csíkszentmihályi, uno psicologo ungherese che coniò questo termine per indicare un'esperienza di forte concentrazione durante un'attività agonistica e/o competitiva in genere.
In generale, l'arousal è causato da una motivazione fisiologica di base, quale la nutrizione, la sopravvivenza dell'individuo e/o della specie. Nell'EEG (elettroencefalogramma) l'arousal è caratterizzato dalla forte presenza di onde cerebrali di tipo Beta.

## Patologie
Lo stato di arousal compare anche in individui in astinenza da alcool o da barbiturici, nelle encefaliti acute, in seguito a un trauma cranico con conseguente coma, negli attacchi epilettici e nei disordini metabolici di carattere elettrolitico. È stato rilevato altresì dell'arousal nel morbo di Alzheimer, negli affetti da virus della rabbia, nelle lesioni cerebrali emisferiche in corso, nella sclerosi multipla e in forme di neuropatia.
È presente come condizione anche nel disturbo post traumatico da stress (PTSD).